# Distretto di South Waikato
Il distretto di South Waikato è un'autorità territoriale della Nuova Zelanda che si trova entro i confini della regione di Waikato, nell'Isola del Nord. La sede del Consiglio distrettuale è situata nella città di Tokoroa. Il Distretto si trova a sudest della città di Hamilton.
La città principale è senza dubbio il suo capoluogo, Tokoroa, in cui vive il 65% dei 22.000 abitanti del Distretto; altre città sono Putaruru, Tirau e Arapuni. Durante gli anni novanta si è registrato un forte movimento di emigrazione verso altre zone della Nuova Zelanda: in 15 anni gli abitanti sono diminuiti di oltre 4.000 unità.
L'economia del Distretto di South Waikato si basa principalmente sull'industria legata al legname; nella parte occidentale si trovano diverse centrali idroelettriche.